# Bdelyropsis bowditchi
Bdelyropsis bowditchi là một loài bọ cánh cứng trong họ Bọ hung (Scarabaeidae).